# Amala
Amala ist ein weiblicher Vorname.

## Herkunft und Bedeutung
Der Name Amala leitet sich von Sanskrit अमल amala ab und bedeutet „sauber“, „rein“.

## Verbreitung
Der Name Amala ist in erster Linie in Sri Lanka und Indien verbreitet.

## Varianten
In Tamil wird der Name அமலா amalā geschrieben, in Malayalam അമല amala.

## Namensträger
- Amala Shankar (1919–2020), indische Tänzerin
- Amala (1919–1921), ein angeblich von Wölfen aufgezogenes indisches Mädchen, siehe Kamala und Amala